# Microrégion de Macaé
La microrégion de Macaé est une des microrégions de l'État de Rio de Janeiro appartenant à la mésorégion du Nord Fluminense. Elle couvre une aire de 2.586 km² pour une population de 201.937 habitants (IBGE 2005) et est divisée en quatre municipalités.
La région exerce une forte attraction touristique locale et son économie est aussi basée sur l'industrie du pétrole, de la pêche, l'élevage et l'agriculture. Le principal accès routier depuis Rio de Janeiro se fait par la Route fédérale BR-101.

## Microrégions limitrophes
- Bassin de São João
- Campos dos Goytacazes
- Nova Friburgo
- Santa Maria Madalena

## Municipalités[1]
- Carapebus
- Conceição de Macabu
- Macaé
- Quissamã